# Averara
Averara [aveˈraːɾa] (Vréra [ˈvɾeɾa] in dialetto bergamasco) è un comune italiano di 177 abitanti della provincia di Bergamo in Lombardia. Il comune è situato in Val Averara, valle laterale della Val Brembana, a circa 33 chilometri a nord-ovest del capoluogo orobico. È percorso dal torrente Mora. Il comune fa parte della Comunità montana della Valle Brembana.

## Geografia fisica

### Il territorio
Il territorio, composto da numerosi piccoli nuclei abitativi, è immerso nella natura ed offre un ottimo colpo d'occhio. È quindi possibile svolgere un'innumerevole quantità di escursioni, adatte ad ogni tipo di esigenza.

## Storia
I primi documenti che attestano l'esistenza del borgo risalgono all'anno 917, quando si fa menzione di un abitante della zona di Abrara.
È in assoluto il testo più antico per ciò che concerne tutta l'alta valle Brembana, tanto da far credere che con il toponimo si intendesse tutta la zona che veniva comunemente indicata con il nome di valle Averara, comprendente anche i vicini Santa Brigida, Cusio, Olmo al Brembo, Ornica e Cassiglio.
È usanza comune credere che tuttavia i primi insediamenti stabili in questa zona siano riconducibili all'epoca delle invasioni barbariche, quando le popolazioni soggette alle scorrerie si rifugiarono in luoghi remoti, al riparo dall'impeto delle orde conquistatrici. In particolar modo si presume che siano stati gli abitanti della vicina Valsassina ad arrivare per primi (presumibilmente attorno al VI secolo), come testimoniano alcuni toponimi uguali tra le due zone.
In epoca medievale il borgo rivestì un ruolo di discreta importanza, essendo l'ultimo paese posto sulla via Mercatorum che conduceva in Valtellina, nel Grigioni partendo dalla valle Seriana. 
Essendo terra di confine, era dotato di una dogana e di due torri a scopo preventivo.
La costruzione nel 1593 della Via Priula più a valle, ad Olmo al Brembo in direzione Passo San Marco, diminuì l'importanza dai traffici lungo la via Mercatorum e segnò il declino del luogo.
Il termine della dominazione veneta ed il conseguente avvento della Repubblica Cisalpina portò grandi cambiamenti ad Averara, che si trovò inglobata nel distretto XV delle  Sorgenti del Brembo (archiviato dall'url originale il 20 settembre 2016) nel giugno 1804, e successivamente nel distretto VII con capoluogo a Piazza Brembana, vedendosi revocati i numerosi privilegi che la Serenissima aveva garantito per secoli all'intera zona in quanto marca di confine con i Grigioni.
Gli anni seguenti videro succedere alla dominazione francese quella austriaca, fino al 1859, quando nacque il Regno d'Italia.
In questi anni non si verificarono episodi di rilievo.
Dopo il 1950 il paese subisce un vigoroso ed inesorabile spopolamento a causa della migrazione verso la bassa valle Brembana e la pianura lombarda. riducendo la popolazione residente di 2/3.

### Simboli
Lo stemma e il gonfalone del comune sono stati concessi con decreto del presidente della Repubblica del 15 luglio 2011.
Il gonfalone è un drappo di giallo con la bordatura di azzurro.
Lo stemma si rifà all'antico emblema del paese, presente anche nello Stemmario Camozzi del 1888, dove era raffigurata una freccia, non presente nello stemma attuale, oltre alle due torri che ricordano quelle fatte erigere a scopo difensivo, essendo il paese l'ultimo lungo la via Mercatorum, che conduceva in Valtellina e nei Grigioni. 
L'aquila è simbolo del territorio alpino mentre la pianura di verde evoca l'ambiente boschivo in cui è immerso il paese.

## Monumenti e luoghi d'interesse
- Nel centro abitato spicca la via porticata, un tempo utilizzata per i commerci, in parte in ottimo stato di conservazione, con stemmi e dipinti risalenti al XV ed al XVI secolo.
- Merita inoltre menzione la chiesa parrocchiale di San Giacomo Apostolo, che custodisce opere scultoree di buona fattura. È inoltre presente un organo di produzione della famiglia Serassi. Nel porticato della chiesa sono ancora visibili alcuni affreschi che facevano parte della torre della sapienza.[9]
- Molto caratteristiche sono inoltre le piccole chiese di San Pantaleone, risalente al XV secolo, con un campanile a bifore, e quella della Madonna della Neve, in località Valmoresca.
- Particolare interesse è il fabbricato quattrocentesco conosciuto come casa Bottagisi.[10]
- Resti di una antica torre testimonianza delle lotte tra le famiglie guelfe e ghibelline. Della torre non restano che il basamento e pochi blocchi residuo di antiche espoliazioni.[11]

## Società
In Valmoresca la gente del luogo parla un dialetto bergamasco molto stretto da capire, chiamato "gaì". Esso ha delle cadenze germanofone proprio per via di alcune famiglie rimaste sul territorio dopo il dominio austriaco, si possono trovare ancora cognomi germanofoni come "Egman", "Maver", "Baschenis".

### Evoluzione demografica
Abitanti censiti

## Amministrazione
| Periodo | Periodo   | Primo cittadino    | Partito              | Carica  | Note |
| ------- | --------- | ------------------ | -------------------- | ------- | ---- |
| 1984    | 1989      | Ottorino Baschenis | Democrazia Cristiana | Sindaco |      |
| 1989    | 1994      | Bruno Baschenis    | lista civica         | Sindaco |      |
| 1994    | 1998      | Bruno Baschenis    | lista civica         | Sindaco |      |
| 1998    | 2002      | Ettore Baschenis   | lista civica         | Sindaco |      |
| 2002    | 2007      | Ettore Baschenis   | lista civica         | Sindaco |      |
| 2007    | 2012      | Angelo Cassi       | lista civica         | Sindaco |      |
| 2012    | 2017      | Mauro Egman        | lista civica         | Sindaco |      |
| 2017    | in carica | Mauro Egman        | lista civica Insieme | Sindaco |      |